# Parkway Drive
Parkway Drive — австралийская металкор-группа из города Байрон-Бей, Новый Южный Уэльс. С момента создания у группы на счету 7 студийных альбомов, 2 EP и 2 сплита.

## История
Группа образовалась летом 2002 года под названием «Parkway Drive». В качестве имени группы было взято название одной из улиц города Байрон Бэй —- Parkway Dr. Немного времени прошло с момента возникновения группы, как «Parkway Drive» записывают сплит с другой австралийской металкор-группой I Killed the Prom Queen. Позже их записи включают в хардкор-сборник What We’ve Built и параллельно выходит их EP Don’t Close Your Eyes. В мае 2005 года группа отправляется в США, где записывает дебютный альбом. Продюсером Killing with a Smile выступил Адам Дуткевич (Adam Dutkiewicz), гитарист группы Killswitch Engage
В 2006 году по семейным обстоятельствам (рождение сына) группу покидает бас-гитарист Шон Кэш (Shaun Cash) при полной поддержке остальных участников. На смену Шону приходит Джайя О’Коннор (Jia O’Connor), занимавшийся продажей мерчандайза Parkway Drive. Джайя доиграл с группой её первый тур за пределами Австралии (в Европе), обладая на то время весьма слабыми навыками игры на бас-гитаре.
В 2007 году группа записывает второй полноформатный студийный альбом под названием Horizons, также с помощью Адама Дуткевича. Альбом дебютирует на 6 позиции в ARIA Chart. Немногим позже группа снимает клип на одну из песен альбома — «Boneyards».
В июне 2010 года группа выпустила третий полноформатный студийный альбом под названием Deep Blue. Продюсером альбома выступил Джо Барреси (Joe Barresi), известный по работе с такими коллективами, как Bad Religion, Queens of the Stone Age, Apocalyptica и Tool. Незадолго до релиза альбом просочился на BitTorrent-трекеры, после чего стал полностью доступным для прослушивания на MySpace-аккаунте группы. На две песни альбома: «Sleepwalker» и «Karma» были сняты видеоклипы.
В июле 2011 группа участвовала на фестивале в Англии под названием Sonisphere.
В сентябре 2012 года группа сняла клип на песню «Dark Days», который вошел в новый альбом под названием Atlas, релиз которого состоялся 30 октября.
Уже в мае 2013 года опубликован новый клип группы на песню «Wild Eyes» из альбома Atlas.
11 апреля 2014  Parkway Drive анонсировала в их инстаграме, что они работают над новым альбомом, который вышел в 2015 году.
В мае 2017 года группа объявила, что работает над новым альбомом. Вокалист Винстон Макколл сказал, что альбом будет "более агрессивным", чем его предшественник Ire. Альбом должен выйти в 2018 году.
27 февраля 2018 года группа выпустила Wishing Wells, который является первым синглом с их предстоящего шестого альбома .
13 марта 2018 года группа объявила, что их шестой студийный альбом Reverence будет выпущен 4 мая 2018 года. 14 марта вышел второй сингл группы под названием "The Void"

## Дискография

### Студийные альбомы
- Killing With A Smile (2005)
- Horizons (2007)
- Deep Blue (2010)
- Atlas (2012)
- Ire (2015)
- Reverence (2018)
- Darker Still (2022)

### EP
- Don't Close Your Eyes (2004)
- Don't Close Your Eyes (Reissue) (2006)

### DVD
- Parkway Drive: The DVD (2009)
- Home Is For The Heartless (2012)

### Клипы
| Название                  | Год           | Альбом               | Режиссёр(ы)                   | Ссылка    |               |  |
| ------------------------- | ------------- | -------------------- | ----------------------------- | --------- | ------------- |  |
| "Smoke 'Em If Ya Got 'Em" | 2006          | Killing with a Smile | н/д                           |           |               |  |
| "Boneyards"               | 2007          | Horizons             | Eric Zunkley                  |           |               |  |
| "Sleepwalker"             | 2010          | Deep Blue            | Winston McCall & Aaron Briggs |           |               |  |
| "Karma"                   | 2011          | Deep Blue            | Caleb Graham                  |           |               |  |
| "Unrest"                  | 2011          | Deep Blue            | н/д                           |           |               |  |
| "Dark Days"               | 2012          | Atlas                | Aaron Hymes                   |           |               |  |
| "Wild Eyes"               | 2013          | Atlas                | Aaron Hymes                   |           |               |  |
| "Vice Grip"               | 2015          | Ire                  | Frankie Nasso                 |           |               |  |
| "Crushed"                 | 2015          | Ire                  | Carlo Oppermann               |           |               |  |
| "Devil's Calling"         | 2016          | Ire (Deluxe Edition) |                               |           |               |  |
| "Bottom Feeder"           | 2016          | Ire (Deluxe Edition) |                               |           |               |  |
| "Wishing Wells"           | 2016          | Ire (Deluxe Edition) | 2018                          | Reverence | Frankie Nasso |  |
| "The Void"                | Frankie Nasso |                      | 2018                          | Reverence |               |  |
| "Prey"                    | Neal Walters  |                      | 2018                          | Reverence |               |  |
| "Shadow Boxing"           | 2019          | н/д                  |                               | Reverence |               |  |
| "Glitch"                  | 2022          | Darker Still         | Allan Hardy                   |           |               |  |
| "The Greatest Fear"       | 2022          | Darker Still         | James Chappell                |           |               |  |

## Участники группы
- Винстон Макколл (Winston McCall) — вокалист (2002 — настоящее время)
- Джеф Линг (Jeff Ling) — соло-гитарист (2002 — настоящее время)
- Люк Килпатрик (Luke Kilpatrick) — ритм-гитарист (2002 — настоящее время)
- Джайя О’Коннор (Jia O’Connor) — бас-гитарист (2006 — настоящее время)
- Бен Гордон (Ben Gordon) — барабанщик (2002 — настоящее время)

## Бывшие участники
- Шон Кэш (Shaun Cash) — бас-гитарист (2002—2006)
- Бретт Ферстег (Brett Versteeg) — бас-гитарист (2006)